# 小頭雅鱈
小頭雅鱈，為輻鰭魚綱鱈形目稚鱈科的其中一種，分布於西南太平洋澳洲及紐西蘭海域，深度750-1000公尺，為深海底棲性魚類，體長可達48公分，棲息在大陸坡底層水域，生活習性不明。